# Olivetti
Olivetti S.p.A. és una empresa manufacturera italiana d'ordinadors, diferents tipus d'impressora i altres màquines d'oficina.
L'empresa va ser fundada el 1908 a Ivrea, prop de Torí, per Camillo Olivetti, com a fàbrica de màquines d'escriure. La seva primera planta estrangera va obrir les portes el 1930. El 1948 llança la calculadora elèctrica Divisumma.
Olivetti va produir el primer ordinador d'Itàlia, l'Elea 9003, el 1959. El 1964 l'empresa ven la seva divisió d'electrònica a l'empresa dels Estats Units, General Electric, encara que va continuar fabricant productes informàtics.
El terminal TCV-250, dissenyat per Mario Bellini el 1966 està en la col·lecció de disseny del Museu d'Art Modern de Nova York. El primer ordinador personal d'Olivetti, M20, va sortir el 1982. El 1985 va adquirir part de l'empresa informàtica britànica Acorn Computers. La companyia va continuar desenvolupant ordinadors personals fins que va vendre el 1997 el seu departament d'ordinadors. L'empresa amb seu a Luxemburg Bell SA va adquirir el control accionarial d'Olivetti el 1999, però la va vendre a un consorci que incloïa als grups Pirelli i Benetton dos anys més tard. El 2003, Olivetti va ser absorbida pel Gruppo Telecom Italia, però manté una identitat a part, sota el nom d'Olivetti.

## Camillo Olivetti: Fundació
El 20 d'octubre de 1908, Camillo Olivetti funda a Ivrea (Piemont, Itàlia) l'Ing C. Olivetti & Co S.p.A., «primera fàbrica de màquines d'escriure» italiana. Els empleats són 20, i l'estructura productiva consisteix en un taller de 500 metres que representa en els primers anys una producció de 20 màquines a la setmana. La primera màquina d'escriure és l'M1, presentada el 1911 a l'Exposició Universal de Torí.
En els anys successius, l'empresa creix ràpidament ampliant i diversificant l'oferta i desenvolupant la presència comercial a Europa i al món. Es llancen nous models de màquines d'escriure (entre ells els primers portàtils), i després tèlex, calculadores, mobles i equipament per a l'oficina. També, es desenvolupa la línia de màquines d'escriure i calculadores elèctriques. Ingressa, d'altra banda, en el camp de les màquines i del control numèric.
Nous establiments productius s'obren a Itàlia i, cap al 1930, també a l'exterior. L'organització comercial, ja àmpliament articulada a Itàlia, s'estén més enllà dels confins nacionals a Europa, Àfrica, Orient i Amèrica Llatina.
El 1929, l'any de l'Exposició Internacional, es constituïa a Barcelona la filial Hispano Olivetti per iniciativa de Juli Caparà i Marquès.
Una aportació fonamental a la ràpida expansió de la societat va ser donat per Adriano Olivetti, fill de Camillo, que es converteix en director general el 1933 i li imprimeix un estil i una cultura que faran d'Olivetti un exemple únic en la història industrial italiana i europea.

## Adriano Olivetti: La cultura i el desenvolupament
Adriano mostra una gran atenció cap al desenvolupament de la tecnologia, la innovació i la qualitat dels productes. Accentua la presència en els mercats internacionals i s'ocupa del disseny industrial, fets que donaran inici a una llarga història d'excel·lència, que encara continua. També afronta amb gran sensibilitat les problemàtiques socials del treball i de la relació entre l'empresa i el territori.
Sota la guia d'Adriano, a la dècada del 1950 té lloc una etapa de creixement extraordinari. Olivetti es reafirma com a líder en la tecnologia mecànica dels productes per a oficina: el producte simbòlic és la calculadora Divisumma 24, que l'any 1967 arribarà a sumar el milió d'unitats produïdes.
Al desenvolupament d'estructures comercials i productives a l'exterior se suma, el 1959, l'adquisició d'Underwood, gran empresa americana de màquines d'escriure. A més, Olivetti -en aquells anys- irromp amb força en l'emergent tecnologia electrònica. Fruit d'aquestes inversions és la introducció, el 1959, de la primera calculadora electrònica desenvolupada a Itàlia, l'Elea 9003.

## Transició de l'electrònica a la informàtica
La mort d'Adriano Olivetti el 1960 i un seguit de dificultats financeres obliguen successivament a cedir la divisió electrònica. Continua, però, el compromís amb el sector, que condueix l'empresa a presentar el 1965 una calculadora de taula innovadora, programable amb targeta magnètica, la P101. Aquest producte és considerat -per a molts- l'antecedent de l'ordinador personal.
Els anys 70 representen una moguda important per a Olivetti. En la producció, va introduir models d'organització del treball molt innovadors, alhora inverteix amb decisió en l'electrònica a través de l'adquisició de noves tecnologies i per a la reconversió del personal. La transició a l'electrònica va significar un gran esforç econòmic que va conduir Olivetti, al final de la dècada, a una greu situació financera.
El 1978, Carlo de Benedetti inverteix en l'empresa i n'assumeix la responsabilitat operativa. Decideix finalitzar el procés de reconversió a l'electrònica. El desenvolupament accelerat de nous productes, el sanejament financer a través de successives compres de recapitalització de l'empresa i la millora de l'eficiència de gestió col·loquen les premisses per a un nou cicle de desenvolupament.
Entre els productes més significatius que es llancen en aquests anys hi ha la primera màquina d'escriure electrònica (ET 101 el 1978) i el primer ordinador personal (M20 el 1982), al qual seguirà dos anys més tard el model M24, que obté un notable èxit en tots els mercats.
Amb aquests i altres productes i serveis es consolida un nou i important canvi d'Olivetti cap a la informàtica, sector en què l'empresa guanyarà en els anys successius la primacia europea.
En el curs de la dècada del 1980, Olivetti accelera el procés de creixement recorrent a nombroses adquisicions, inversions i aliances internacionals, a més d'operacions d'aliança d'empreses. Entre les aliances més significatives hi ha la realitzada amb l'americana AT&T, cap a finals del 1983.
L'interès de l'empresa en la informàtica la porta al llançament de nombroses línies de sistemes i l'inici de noves activitats en el camp de serveis informàtics. Les solucions desenvolupades es basen sobre el principi dels sistemes oberts i estàndards (una elecció que successivament han de fer la majoria de les societats informàtiques mundials).
En els productes per a oficina, l'oferta Olivetti s'estén: al costat dels productes per a l'escriptura electrònica i calculadores, es produeixen impressores, fax, caixes registradores, fotocopiadores i accessoris. En aquest camp, el desenvolupament de la tecnologia a raig de tinta obre la porta a nous negocis i ofereix noves oportunitats de creixement.

## Olivetti en les telecomunicacions
Al començament de la dècada del 1990, intuint el fort potencial de desenvolupament de les telecomunicacions, Olivetti constitueix al costat d'altres inversors (entre aquests els majors operadors mundials de telecomunicacions) la societat Omnitel, amb l'objectiu d'operar en la telefonia mòbil. Omnitel passa a ser operativa a finals de 1995, després de l'adquisició de l'oportuna llicència, i inicia una història de gran èxit. Seguint les mateixes línies estratègiques, el 1995 es crea Infostrada per operar en la telefonia fixa. Es tracta de dues operacions destinades, en el gir de pocs anys, a canviar la cara de l'Olivetti i a projectar-la cap a una nova etapa de desenvolupament.
A la primera meitat dels anys 90, la intensificació de la competència, la caiguda dels preus i dels marges en tota la indústria informàtica mundial, la debilitat del mercat europeu, i en particular de l'italià, porten Olivetti a una llarga i costosa reestructuració de l'activitat.
A partir de setembre de 1996, en un moment particularment difícil per a l'empresa, Olivetti emprèn sota la guia de Roberto Colaninno un procés de profunda transformació, que condueix a una més decidida focalització sobre les telecomunicacions i la racionalització de l'activitat informàtica.
Aquesta transformació passa a través de la definició de noves aliances en les telecomunicacions, en particular amb el grup europeu Mannesmann (1997), i el tancament de l'activitat en els ordinadors personals (1997) i en els sistemes i serveis (1998). D'aquesta manera, el grup limita a algunes àrees específiques la seva presència a la informàtica (productes per a oficina, sistemes especialitzats i serveis informàtics per al mercat italià).
Sanejada la situació economicofinancera i reconciliada la confiança dels mercats financers internacionals, Roberto Colaninno opera per consolidar l'estructura accionarial de control d'Olivetti i per definir nous i més ambiciosos projectes de negocis. Al febrer de 1999, Olivetti i la controlada Tecnost anuncien la intenció de llançar una Oferta Pública de Compra i Canvi (OPA) sobre la totalitat de les accions ordinàries de Telecom Italia.
L'operació conclou amb la compra del 52% del capital ordinari de Telecom Itàlia per un valor de 31,5 mil milions d'euros. Alhora, Olivetti concedeix, demanat per les normes de la competència, la seva participació en Omnitel i Infostrada a Mannesmann.
Es compleix així l'última i potser la més important transformació d'Olivetti, que es converteix en el principal grup italià operant en les telecomunicacions, amb un gir de l'ordre dels 148.000 milions de O $ i 132 mil adeptes.

## Olivetti Personal Computer, pèrdua del patrimoni tècnic-cultural, fracàs industrial
En el Canavese, àrea de desenvolupament de les activitats industrials d'Olivetti, hi ha un únic institut de formació tècnic (ETIS) que porta el nom de Camillo Olivetti, que al llarg dels anys 70 i 80 no sap adaptar-se a les exigències de l'evolució industrial duta a terme per l'Olivetti, ja que no té entre les seves matèries una llicenciatura en el sector de l'electrònica, i obliga a migrar des d'altres àrees d'Itàlia joves amb poca experiència i de vegades sense interès a quedar-s'hi, que abandonen els projectes i desenvolupaments en les seves fases evolutives.
Una de les característiques d'Olivetti durant els seus anys d'esplendor era la producció de maquinàries d'alta precisió i tecnologia avançada per als seus tallers mecànics i posterior comercialització per a altres indústries de trepants a columna, fresadores, torns automàtics, maquinàries per a materials sinteritzats i plàstica, i fins i tot alguns robots d'acoblament (SIGMA).
En la seva fase de conversió a la indústria electrònica, a poc a poc abandona la producció d'aquest tipus de maquinària i intenta convertir uns excel·lents tècnics mecànics en electrònics.
En la seva primera fase com a indústria d'ordinadors, Olivetti es presenta al mercat amb l'M20, un ordinador que utilitza el sistema operatiu PCOS, incompatible amb el Sistema operatiu de disc d'IBM. Olivetti abandona el projecte anterior i se centra en l'M24, un ordinador compatible amb els estàndards emergents. De l'M24 es produeixen tots els elements, alimentació, teclat, placa base, targeta de vídeo, disquetera, disc dur, carcassa, pantalla. Amb l'aliança de l'AT&T en els mercats americans s'arriba a una producció mensual de 200.000 unitats.
En aquest nou tipus de mercat, que dona enormes beneficis, les altres indústries no volen quedar-se fora i, en comptes de proposar la seva versió de PC, s'especialitzen en els diferents components que formen un ordinador. Surten noves disqueteres i discs durs més petits i amb més capacitat d'emmagatzematge, noves targetes gràfiques amb més colors, targetes d'àudio i multimèdia, apareixen els primers ratolins per a l'entorn Windows. Olivetti i els altres colossos del sector intenten obrir-se camí amb les contínues innovacions tecnològiques però a poc a poc es veuen obligats a comprar els diversos elements en comptes de produir-los perquè els seus productes surtin al mercat amb un preu competitiu. Això comporta una reducció important dels beneficis i una pèrdua considerable de llocs de treball, i la carcassa serà l'únic element que se segueix produint a Olivetti.
En aquesta fase de nova crisi neix Olivetti Systems & Network srl (1990.01.01 - 1991.12.31), que es fa càrrec del sector deficitari de la producció d'ordinadors personals, per no obstaculitzar les noves tendències del grup Olivetti a la recerca de nous inversors en el sector emergent de les telecomunicacions amb la creació d'Omnitel i Infostrada.
Un últim intent de salvar el sector industrial és la creació d'Olivetti Personal Computer el setembre de 1996, que no aconsegueix donar una estabilitat amb el consegüent i progressiu tancament de la més important àrea productiva del Canavese «Scarmagno».

## Hispano Olivetti
El 1929 es constituïa a Barcelona la filial Hispano Olivetti per iniciativa de Juli Caparà i Marquès. Era la primera filial estrangera de la firma.
Inicialment tenia la seva seu al carrer Pallars, al barri del Poblenou de Barcelona.
Després de la Guerra Civil, Hispano Olivetti va absorbir l'empresa La Ràpida, que fabricava màquines de cosir i d'escriure amb la marca Wertheim.
El 1942 va entrar en funcionament una nova fàbrica prop de la plaça de les Glòries de Barcelona, en un edifici projectat per l'arquitecte Josep Soteras. La fàbrica Hispano Olivetti de Barcelona tenia una gran capacitat de producció de manera que es comptava entre les més importants d'Olivetti a nivell mundial. L'any 1963 hi treballaven més de 3000 persones (era també una de les principals fàbriques de Barcelona) i en els seus moments de màxima productivitat va arribar a produir gairebé 6 milions de màquines d'escriure a l'any.
Coincidint amb aquest moment d'esplendor, entre 1960 i 1964 es va construir un nou edifici per a les oficines de l'empresa (Edifici Hispano Olivetti) a la ronda Universitat de Barcelona. És un exemple destacat d'arquitectura d'estil internacional, obra dels arquitectes italians Belgioioso, Peressutti i Rogers (BBPR).
Durant la dècada de 1980 Hispano Olivetti va començar a entrar en crisi. Les vagues de la Hispano Olivetti, especialment la de 1981, van tenir un important ressò social.
El 1992 Olivetti va traslladar la producció a un nou centre situat al Parc Tecnològic del Vallès, al municipi de Cerdanyola del Vallès. El 1998 es va desprendre de l'edifici d'oficines de la ronda Universitat.
L'any 1995 va obrir les portes el Centre Comercial Glòries, que ocupa la major part de l'antiga fàbrica Hispano Olivetti.
Una part de l'arxiu de la Hispano Olivetti està dipositada a l'Arxiu Nacional de Catalunya.

## Projecció cultural d'Olivetti
Olivetti és un gran referent en la història del disseny industrial. Per a la seva publicitat i imatge gràfica també va comptar amb dissenyadors de gran prestigi, sobretot italians.
La màquina d'escriure Olivetti Lexicon, dissenyada per Marcello Nizzoli el 1948, va suposar un abans i un després en la història de les màquines d'escriure. El mateix Nizzoli va concebre les màquines d'escriure portàtils Olivetti Lettera, gràcies a les quals l'ús de la màquina d'escriure es va poder estendre a l'àmbit domèstic.
Així mateix, Olivetti va patrocinar grans exposicions d'art i va promoure acurades restauracions d'obres d'art tan emblemàtiques com el Sant Sopar de Leonardo da Vinci, els cavalls de la façana de la basílica de Sant Marc de Venècia o el crucifix de la basílica de Santa Croce de Florència, obra de Cimabue, que va resultar greument afectada per les inundacions de Florència de l'any 1966.